# Red Bull RB12
Red Bull RB12 – samochód Formuły 1 konstrukcji Red Bulla, uczestniczący w Mistrzostwach Świata w sezonie 2016. Napędzany jest przez jednostkę Renault pod nazwą TAG Heuer. Kierowcami pojazdu są Australijczyk Daniel Ricciardo i Holender Max Verstappen. Verstappen zamienił się miejscami z byłym kierowcą Daniiłem Kwiatem, który został zdegradowany do zespołu Toro Rosso tuż przed GP Hiszpanii.

## Historia
Wskutek rozczarowujących osiągów napędzającej Red Bulla RB11 jednostki Renault zespół planował skorzystać z jednostki innego producenta – w tym kontekście austriacki zespół negocjował z Mercedesem i Ferrari. Mercedes odrzucił taką ewentualność, natomiast Ferrari było gotowe dostarczać zespołowi jednostki w starej specyfikacji, co nie satysfakcjonowało Red Bulla. Austriacki zespół prowadził także negocjacje z Volkswagenem nt. dołączenia niemieckiego koncernu do Formuły 1 w charakterze dostawcy silników. Plany te nie zostały zrealizowane wskutek tzw. dieselgate.
Wskutek takiej sytuacji Red Bull rozważał wycofanie się z Formuły 1. Ostatecznie Red Bull pozostał przy jednostkach Renault. W sezonie 2016 występują one pod nazwą TAG Heuer. Jest to związane z tym, iż szwajcarski producent zegarków został nowym sponsorem Red Bulla po tym, jak umowę sponsorką zakończył koncern Infiniti. Jednostki napędowe Renault otrzymywane przez Red Bulla będą identyczne z tymi, których będzie używał fabryczny zespół Renault.
17 lutego 2016 roku przedstawione zostało na modelu RB11 nowe malowanie, którego Red Bull użyje w sezonie 2016, dzień później Red Bull RB12 przeszedł testy zderzeniowe. 22 lutego zaprezentowano model RB12, różniący się od poprzednika m.in. nosem. Kierowcami zostali zawodnicy Red Bulla z sezonu 2015, tj. Daniel Ricciardo i Daniił Kwiat.

## Wyniki
| Legenda oznaczeń w tabelach wyników Wyświetl szablon na nowej stronie | Legenda oznaczeń w tabelach wyników Wyświetl szablon na nowej stronie                                                                     |
| Oznaczenie                                                            | Wyjaśnienie |
| --------------------------------------------------------------------- | --- |
| Złoty                                                                 | Zwycięzca lub mistrzostwo |
| Srebrny                                                               | 2. miejsce lub wicemistrzostwo |
| Brązowy                                                               | 3. miejsce lub II wicemistrzostwo |
| Zielony                                                               | Ukończył, punktował (w klasyfikacji generalnej, gdy zdobył co najmniej jeden punkt na przestrzeni sezonu, poza trzema powyższymi opcjami) |
| Niebieski                                                             | Ukończył, nie punktował (w klasyfikacji generalnej, gdy nie zdobył co najmniej jednego punktu na przestrzeni sezonu)                      |
| Czerwony                                                              | Nie zakwalifikował się (NZ) |
| Czerwony                                                              | Nie prekwalifikował się (NPK) |
| Różowy                                                                | Nie ukończył (NU) |
| Różowy                                                                | Niesklasyfikowany (NS) (w klasyfikacji generalnej, gdy nie został sklasyfikowany w żadnym wyścigu sezonu)                                 |
| Czarny                                                                | Zdyskwalifikowany (DK) |
| Czarny                                                                | Wykluczony (WYK/EX) |
| Biały                                                                 | Nie wystartował (NW) |
| Biały                                                                 | Kontuzjowany (K/INJ) |
| Biały                                                                 | Wyścig odwołany (OD/C) |
| Bez koloru                                                            | Został wycofany (WYC/WD) |
| Bez koloru                                                            | Nie przybył (NP/DNA) |
| Bez koloru                                                            | Nie brał udziału w treningach (NT/DNP) |
| Bez koloru                                                            | Nie został zgłoszony (–) |
| Pogrubienie                                                           | Start z pole position |
| Kursywa                                                               | Najszybsze okrążenie wyścigu |
| †                                                                     | Nie ukończył, ale jego rezultat został zaliczony ze względu na przejechanie więcej niż 90% dystansu wyścigu.                              |
| *                                                                     | Sezon w trakcie |
| 1/2/3                                                                 | Punktowana pozycja w sprincie kwalifikacyjnym                                                                                             |
| Lista systemów punktacji Formuły 1                                    | |

| Sezon | Zespół          | Silnik    | Kierowcy         | Wyniki w poszczególnych eliminacjach | Wyniki w poszczególnych eliminacjach | Wyniki w poszczególnych eliminacjach | Wyniki w poszczególnych eliminacjach | Wyniki w poszczególnych eliminacjach | Wyniki w poszczególnych eliminacjach | Wyniki w poszczególnych eliminacjach | Wyniki w poszczególnych eliminacjach | Wyniki w poszczególnych eliminacjach | Wyniki w poszczególnych eliminacjach | Wyniki w poszczególnych eliminacjach | Wyniki w poszczególnych eliminacjach | Wyniki w poszczególnych eliminacjach | Wyniki w poszczególnych eliminacjach | Wyniki w poszczególnych eliminacjach | Wyniki w poszczególnych eliminacjach | Wyniki w poszczególnych eliminacjach | Wyniki w poszczególnych eliminacjach | Wyniki w poszczególnych eliminacjach | Wyniki w poszczególnych eliminacjach | Wyniki w poszczególnych eliminacjach | Wyniki kierowców | Wyniki kierowców | Wyniki konstruktora | Wyniki konstruktora |
| 2016  |                 |           |                  | Australia                            | Bahrajn                              |                                      | Rosja                                | Hiszpania                            | Monako                               | Kanada                               | Unia Europejska                      | Austria                              | Wielka Brytania                      | Węgry                                | Niemcy                               | Belgia                               | Włochy                               | Singapur                             | Malezja                              | Japonia                              | Stany Zjednoczone                    | Meksyk                               | Brazylia                             |                                      | Pkt.             | Msc.             | Pkt.                | Msc.                |
| ----- | --------------- | --------- | ---------------- | ------------------------------------ | ------------------------------------ | ------------------------------------ | ------------------------------------ | ------------------------------------ | ------------------------------------ | ------------------------------------ | ------------------------------------ | ------------------------------------ | ------------------------------------ | ------------------------------------ | ------------------------------------ | ------------------------------------ | ------------------------------------ | ------------------------------------ | ------------------------------------ | ------------------------------------ | ------------------------------------ | ------------------------------------ | ------------------------------------ | ------------------------------------ | ---------------- | ---------------- | ------------------- | ------------------- |
| 2016  | Red Bull Racing | TAG Heuer | Daniel Ricciardo | 4                                    | 4                                    | 4                                    | 11                                   | 4                                    | 2                                    | 7                                    | 7                                    | 5                                    | 4                                    | 3                                    | 2                                    | 2                                    | 5                                    | 2                                    | 1                                    | 6                                    | 3                                    | 3                                    | 8                                    | 5                                    | 256              | 3                | 468                 | 2                   |
| 2016  | Red Bull Racing | TAG Heuer | Max Verstappen   | –                                    | –                                    | –                                    | –                                    | 1                                    | NU                                   | 4                                    | 8                                    | 2                                    | 2                                    | 5                                    | 3                                    | 11                                   | 7                                    | 6                                    | 2                                    | 2                                    | NU                                   | 4                                    | 3                                    | 4                                    | 204              | 5                | 468                 | 2                   |
| 2016  | Red Bull Racing | TAG Heuer | Daniił Kwiat     | NW                                   | 7                                    | 3                                    | 15                                   | –                                    | –                                    | –                                    | –                                    | –                                    | –                                    | –                                    | –                                    | –                                    | –                                    | –                                    | –                                    | –                                    | –                                    | –                                    | –                                    | –                                    | 25               | 14               | 468                 | 2                   |